# شوربة الفريك
شوربة تونسية تحضّر عادةً من اللحم، الفريك، البصل، البهارات، الصلصة والزيت. كما يمكن أن يضاف إليها الحمص،  والكرفس. في هذه الحال تحتوي كل وجبة من هذه الشوربة على 241 سعرة حرارية و7غ من الدهون معظمها دهون غير مشبعة.

## طريقة التحضير
تُقطع حبة بصل نضيف قطع دجاج، حبة طماطم مقطعة قطع صغيرة، ملعقة طماطم مصبرة، ملح فلفل أسود، ثوم، زيت، أوراق رند، أوراق دبشة نضيف قليلاً من الماء ونضع القدر فوق النار عند الغليان نضيف الماء الكافي لاستواء اللحم عند قرب استواء اللحم نضيف لفريك والكفتة وعند التقديم نضيف قليل من الدبشة المقطعة قطع صغيرة.